# Цвітковський Дмитро Васильович
Дмитро́ Васильович Цвітко́вський (нар. 26 жовтня 1892, Київ — пом. 1923, Умань, Київська губернія, тепер Черкаська область) — військовий діяч часів УНР; отаман Виноградського та Боярського повстанських полків. Військове звання — сотник Армії УНР.

## Життєпис
Дмитро Цвітковський народився 26 жовтня 1892 року в Києві у родині нотаріуса. Мав молодших братів — Івана та Миколу. Закінчив 4 класи Київської духовної семінарії.
Учасник Першої Світової війни. Штабскапітан лейбгвардії Волинського полку російської армії.
Активний учасник національно-визвольного руху в Україні 1917—1922 років. В 1917—1919 роках — в регулярних частинах української армії.
Військове звання — сотник Армії УНР.
У 1919 році — учасник Першого зимового походу.
Згодом — діяч національного повстанського руху. Діяв в околицях Боярки та Винограда.
Пробившись на Уманщину, з'єднався із Гайдамацьким полком Омеляна Волоха, вступив до партії боротьбистів.
У лютому 1920 року зі своїм загоном влився до 60-ї совєтської дивізії. Однак дуже швидко налагодив зв'язок братами Рендо та Петром Дерещуком та повстав проти радянської влади.
Значною мірою завдяки Цвітковському в 1920 році було зірвано більшовицьку мобілізацію у Звенигородському повіті.
Діяв у Медвинській, Ісайській, Богуславській, Виноградській, Боярській та інших волостях. Цвітковський сформував два полки — Виноградський і Боярський.
З часом, розширив зону своїх дій по всьому Звенигородському повіті, на Канівщині, Уманщині й Таращанщині. Під своєю орудою мав до 15 тисяч козаків.
Сформував Уманський повстанський комітет.
Пропагандистським відділом у штабі отамана Цвітковського керував бандурист Антін Митяй (Петюх) із Медвина.
Після поразки Медвинського повстання, яким керував отаман Хома Лебідь, повстанський загін медвинців на початку вересня відійшов у район Винограда, Боярки і Лисянки. Тут отаман Лебідь (Сидоренко) склав свої повноваження, а медвинські повстанці влилися в загін Цвітковського. Помічником Цвітковського став Платон Слуцький, син медвинського священика. Штаб очолив Микола Василенко (пізніше він написав спогади «Мова про пережите»).
На початку грудня 1920 року відділи Цвітковського з'єдналися із загонами Андрія Гулого-Гуленка, Семена Гризла та Петра Дерещука.
Загальне командування над повстанцями Уманщини, Звенигородщини і Таращанщини обійняв Андрій Гулий-Гуленко.
Вели бої проти частин 45-ї і 47-ї піших радянських дивізій, Першої кінної армії Будьонного та бригади Григорія Котовського.
Український національний визвольний рух мав значну підтримку у місцевого населення. У зв'язку з неможливістю перемогти бунтівних отаманів, в ЧК розробили ряд спецоперації з нейтралізації повстанського руху та знешкодження його лідерів. Однією з таких спецоперацій була так звана «амністія», яку обіцяли всіх, хто добровільно здасться.
28 липня 1921 року Цвітковський піддався на «амністію» організовану ЧК. Більшовики з самого початку планували ліквідацію всіх амністованих, але не робили це деякий час, поки не почались масові репресії місцевого населення.
Перебував в ув'язненні у Харкові на Холодній горі.
Розстріляний після показового судового процесу 1923 року в Умані.

## Вшанування пам'яті
У травні 2023 року колишній провулок Лермонтова у Дарницькому районі Києва отримав нову назву на честь Дмитра Цвітковського..